# Siedlce (gromada w powiecie łaskim)
Siedlce – dawna gromada, czyli najmniejsza jednostka podziału terytorialnego Polskiej Rzeczypospolitej Ludowej w latach 1954–1972.
Gromady, z gromadzkimi radami narodowymi (GRN) jako organami władzy najniższego stopnia na wsi, funkcjonowały od reformy reorganizującej administrację wiejską przeprowadzonej jesienią 1954 do momentu ich zniesienia z dniem 1 stycznia 1973, tym samym wypierając organizację gminną w latach 1954–1972.
Gromadę Siedlce siedzibą GRN w Siedlcach utworzono – jako jedną z 8759 gromad na obszarze Polski – w powiecie łaskim w woj. łódzkim, na mocy uchwały nr 31/54 WRN w Łodzi z dnia 4 października 1954. W skład jednostki weszły obszary dotychczasowych gromad Osiny, Siedlce, Trzciniec, Zamość i Korczyska (z wyłączeniem wsi Źródła) ze zniesionej gminy Sędziejowice oraz obszar dotychczasowej gromady Józefów ze zniesionej gminy Wygiełzów w tymże powiecie. Dla gromady ustalono 14 członków gromadzkiej rady narodowej.
1 lipca 1968 gromadę zniesiono, a jej obszar włączono do gromad: Sędziejowice (wieś i kolonię Osiny, wieś Salomea, kolonię Koziarnia, wieś Siedlce, wieś Grabno oraz wieś Zamość), Wygiełzów (wieś Korczyska oraz kolonię Natalin) i Widawa (wieś Antonióka oraz wieś Józefów) w tymże powiecie.